# Schüttringen
Schüttringen (luxemburgisch Schëtterⓘ, französisch Schuttrange) ist eine Gemeinde im Großherzogtum Luxemburg und gehört zum Kanton Luxemburg.

## Zusammensetzung der Gemeinde
Die Gemeinde Schüttringen besteht aus den Ortschaften:
- Münsbach
- Neuhäuschen
- Schrassig
- Schüttringen
- Übersyren

In der Gemeinde befindet sich die Strafanstalt Luxemburgs, das Gefängnis Schrassig.
Des Weiteren handelt es sich um eine aktive Gemeinde, in der mehr als 30 Vereine das Dorfleben verschönen und bereichern. Die Freiwillige Feuerwehr Schuttrange, der Musikverein, der Fußballverein, die Schetter Castoren und das Schetter Jugendhaus sind nur einige davon.
Die Gemeinde ist in Partnerschaft mit der deutschen Gemeinde Siegelsbach. Im Ortsteil Schrassig existiert eine Siegelsbacherstraße.

## Söhne und Töchter der Gemeinde
- Henri Freylinger (1926–2017), Ringer